# Cézia
Cézia är en kommun i departementet Jura i regionen Bourgogne-Franche-Comté i östra Frankrike. Kommunen ligger i kantonen Arinthod som tillhör arrondissementet Lons-le-Saunier. År 2015 hade Cézia 69 invånare.

## Befolkningsutveckling
Antalet invånare i kommunen Cézia
Referens:INSEE